# Collada de Dellui
La Collada de Dellui, és un coll que es troba en el límit dels termes municipals de la Vall de Boí (Alta Ribagorça) i la Torre de Cabdella (Pallars Jussà), en el límit del Parc Nacional d'Aigüestortes i Estany de Sant Maurici i la seva zona perifèrica.

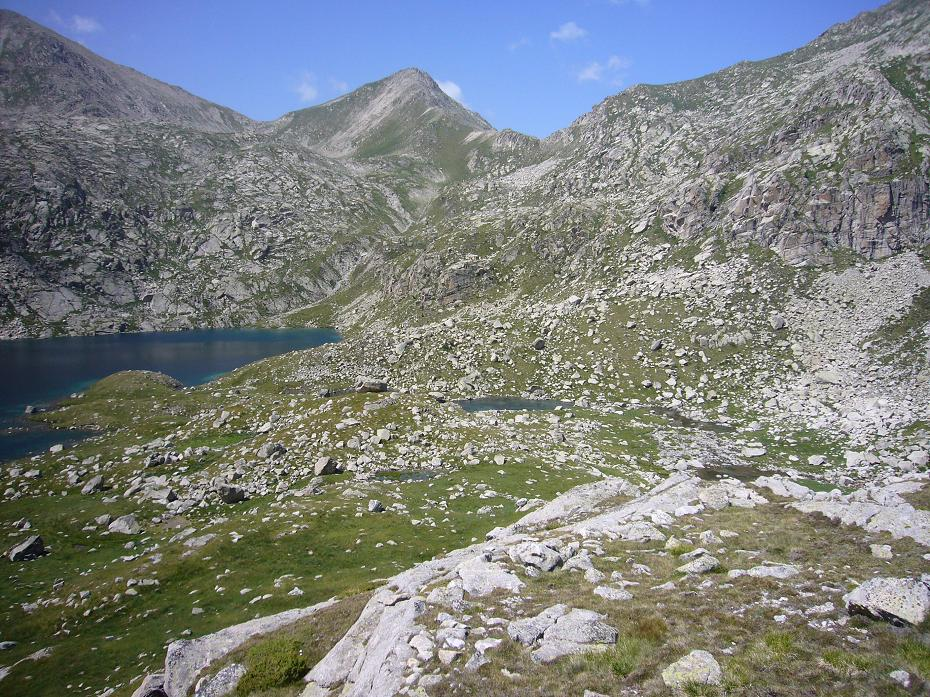
Pic i Collada de Dellui vistos des de la Vall Fosca

El nom «podria derivar del basc ote-ili-oi. Ote vol dir argelaga. Aquesta vall és més feréstega que les veïnes, té menys bosc i molts menys pasturatges. Potser d'aquí li ve el nom. Ili vol dir poble i en aquesta vall no n'hi ha hagut mai cap, però potser aquí ili és un element basc diferent».
El coll està situat a 2.577,4 metres d'altitud, amb el Pic de Dellui a l'est-sud-est i les Pales de Cubieso al nord-nord-est; comunica la Vall de Dellui (NO) i la zona nord-occidental de la Vall Fosca (SE).
Antigament hi passava un dels camins de bast de Cabdella a Caldes de Boí. Actualment hi passa la ruta de la travessa Carros de Foc, en el tram que enllaça els refugis d'Estany Llong i Colomina.

## Rutes[3]
- Dues són les alternatives principals per la Vall de Dellui:
  - Des del Planell d'Aigüestortes, seguint el camí d'Estany Llong, fins a trobar i remuntar el Barranc de Dellui, per seguir finalment el tàlveg de la vall fins al coll.
  - Sortint des del Refugi d'Estany Llong i agafant el camí de les Corticelles, que s'inicia direcció sud-sud-est, per després bifurcar-se cap al sud-oest el corriol que porta cap a la Vall de Dellui i acaba unint-se a la ruta anterior en l'Estany de Dellui.
- Per la Vall Fosca el camí surt de la Portella, segueix la riba occidental de l'Estany Tort, l'oriental de l'Estany de Mariolo i l'occidental de l'Estany Eixerola, per acabar enfilant-se cap al coll.